# جان فریم
دکتر جان فرِیم (به انگلیسی: John Frame) (۱۸۸۰–۱۹۴۱) مبلّغ مذهبی پروتستان و پزشک آمریکایی و بنیان‌گذار بیمارستان آمریکایی رشت بود.
او در سال ۱۸۸۰ م در ویسکانسین ایالات متحدهٔ آمریکا به دنیا آمد و فرزند یک کشیش بود. تحصیلات خود را در رشتهٔ پزشکی در دانشگاه پنسیلوانیا به پایان برد.
فرِیم در سال ۱۹۰۷ م به رشت آمد و ۳۷ سال به کار طبابت مشغول بود. او در همین شهر با میس گریس مری ازدواج کرد و صاحب چهار فرزند شد. او در سال ۱۹۴۱ م بدرود حیات گفت.